# دهستان ابریشم
باغ ابریشم
نام محله ای زیبا در شهر ابریشم در کنار منطقه ۱۳ اصفهان از توابع بخش مرکزی شهرستان فلاورجان استان اصفهان ایران است. 

## موقعیت دهستان
دهستان موردنظردر دشت مسطحی واقع شده است، ولی در مقیاس خود از شیب ملایمی از جنوب غربی _شمال شرقی و به سوی رودخانه برخوردار است و به‌طور کلی عوارض مشخصی در روستا دیده نمی‌شود. در حال حاضر روستاهای جولرستان، حسین‌آباد و کرسگان دارای ۶۳/۱۶۵ هکتار وسعت می‌باشد.

## روستاهای تابعه
روستاهای این دهستان شامل: روستاهای جولرستان، حسین‌آباد، کرسگان موسیان و معدن تپه سرخ می‌باشد، که در ۲ کیلومتری شهر فلاورجان و در ۵ کیلومتری شهر اصفهان واقع شده‌است.
این مجموعه روستاها در شرق شهر فلاورجان که زاینده رود از شمال آن می‌گذرد و ارتفاعات با ویژگی‌های زیر آن را احاطه کرده‌است. کوه دره خان با بیش از ۱۹۰۰متر ارتفاع و خرمنی با بیش از ۱۸۰۰متر در شرق و اتوبان اصفهان به فولاد شهر در جنوب آن واقع شده‌است. از شرق به غرب از جنوب به شمال ارتفاع آن کم می‌شود.
عریض برین قسمت زاینده رود در طی طول مسیر آن در روستای حسین‌آباد با پهنای ۸۰۰متر فرار دارد.

### موقعیت جغرافیایی روستاها
- روستای جولرستان در ۵۱ درجه ۳۲ دقیقه طول شرقی و ۳۲درجه و۳۵ دقیقه عرض شمالی واقع شده‌است. این روستا از شمال به حسن‌آباد از جنوب به کرسگان و از سمت مشرق به موسیان و از سمت مغرب به شهر ابریشم محدود می‌شود.
- روستای کرسگان در ۵۱ درجه۳۳ دقیقه طول شرقی و۳۲ درجه۳۴ دقیقه عرض شمالی قرار دارند، این روستا از شمال به جولرستان، از جنوب به اتوبان ذوب آهن از مشرق به روستای موسیان و از مغرب به روستای موسیان منتهی می‌شود.
- روستای حسین‌آباد در ۳۲ درجه و۳۴ دقیقه عرض شمالی و۵۱ درجه و۲۹ دقیقه طول شرقی است. این روستا از سمت شمال به رودخانه زاینده رود، از سمت جنوب کرسگان از سمت مشرق به روستای موسیان و از سمت مغرب به کرسگان محدود می‌شود.
- روستای موسیان در۵۱ درجه۳۳ دقیقه طول شرقی و۳۲ درجه۳۴ دقیقه عرض شمالی قرار دارنداین روستا از شمال به کرسگان، از جنوب به اتوبان ذوب آهن از مشرق به شهر فلاورجان و از مغرب به روستای کرسگان منتهی می‌شود.

روستاهای مذکور در محور اصلی اصفهان فلاورجان استقرار یافته‌اند و از طریق این جاده به فلاورجان، اصفهان و سایر نقاط منطقه مرتبط می‌گردد.

## جمعیت دهستان و روستاها
در بررسی جمعیت روستاهای دهستان ابریشم طی دو سرشماری ۱۳۷۵ و ۱۳۸۵ در سال ۱۳۷۵ جمعیت روستاهای دهستان معادل ۷۶۱۴ نفر و در سال ۱۳۸۵ معادل ۹۴۱۴ نفر بوده که نرخ رشد کلی دهستان طی این سال‌ها ۱۲/۲ درصد محاسبه گردیده است، جدول بررسی تحولات جمعیتی و نرخ رشد دهستان ابریشم طی سالهای ۸۵-۱۳۷۵:
| نقاط سکونتگاهی | جمعیت۱۳۷۵ | جمعیت۱۳۸۵ | نرخ رشد۷۵-۶۵ | رتبه جمعیتی براساس جمعیت۱۳۸۵ |
| -------------- | --------- | --------- | ------------ | ---------------------------- |
| حسین‌آباد       | ۱۷۲۹      | ۱۸۹۲      | ۹/۰          | ۳                            |
| اردوگاه تربیتی | ۱۱        | ۲۵        | ۸/۲          | ۵                            |
| کرسگان         | ۲۵۵۰      | ۳۵۳۹      | ۳/۲۷         | ۱                            |
| جولرستان       | ۲۰۰۵      | ۲۴۷۳      | ۲/۰۹         | ۲                            |
| موسیان         | ۱۳۱۹      | ۱۴۷۸      | ۱/۱۳         | ۴                            |
| معدن تپه سرخ   | -         | ۷         | -            | ۶                            |
| دهستان ابریشم  | ۷۶۳۰      | ۹۴۱۴      | ۱/۲          | -                            |

## جاذبه‌های صنعتی
۱-وجود تنها مرکز تکثیر و پرورش آبزیان استان اصفهان از جاذبه‌های مهم آن است که از سال ۱۳۶۴ به بهره‌برداری رسیده‌است. این مرکز با مساحت ۲۵ هکتار و تعداد ۲۱ استخر سیمانی و خاکی با ظرفیت نگهداری ۳میلیون لارو قزل آلا و۶میلیون بچه ماهی کپور جهت توزیع در سطح استخرهای استان اصفهان و سایر نقاط کشور پرورش داده می‌شود.
۲-وجود کارگاههای تعمیرات ماشین آلات سبک و سنگین- برنج کوبی- موزائیک‌سازی از جاذبه هان این دهستان است که تراکم آن در کنار جاده ارتباطی اصفهان به ذوب آهن خود نمائی می‌کند.
وجود مرکزصنعتی تکثیر ماهی در روستای موسیان و پرورش گل‌های زینتی و آپارتمانی در موسیان